# Hôtel de Biron
El hôtel de Biron u hôtel Peyrenc de Moras es un antigua hôtel particulier ubicado en el número 77 de la rue de Varenne en el distrito VII de París, en la región de Île-de-France. Está situado no lejos del Hôtel de Matignon, en la misma calle, y el Hôtel des Invalides.
Fue construido a partir de 1728 por el arquitecto Jean Aubert para el financiero Abraham Peyrenc, marqués de Moras.
Fue arrendado desde 1736 a la princesa Louise-Bénédicte de Bourbon, duquesa de Maine, luego comprado en 1754 por el mariscal Louis Antoine de Gontaut-Biron.
Entre 1820 y 1905 albergó la Sociedad del Sagrado Corazón de Jesús, luego, habiéndose convertido en propiedad estatal, fue alquilado a muchas personalidades del mundo artístico, en particular a Jean Cocteau, Isadora Duncan y sobre todo al escultor Auguste Rodin.
Desde 1919 es una de las dos sedes del Museo Rodin, junto con la Villa des Brillants en Meudon.

## Historia

### El hotel Peyrenc de Moras

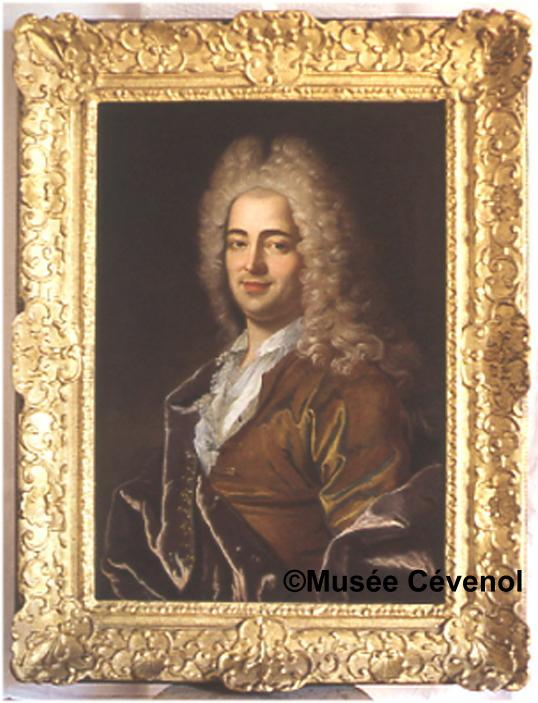
El Marqués de Moras.

Fuertemente enriquecido bajo la Regencia, gracias a la " sistema por el famoso financiero John Law de Lauriston, el ex fabricante de pelucas Abraham Peyrenc, se hizo millonario con solo 26 años.
Para ascender en la escala social, compró el marquesado de Moras, cerca de La Ferté-sous-Jouarre, a Marie-Angélique Frémyn de Moras, duquesa de Brancas, y luego adquirió los hoteles de Boullongne y Peyrenc de Moras, ubicados en el no 23 y el 25 de la prestigiosa Place Vendôme.
El mismo año, también adquirió vastos terrenos pantanosos en un distrito que entonces todavía estaba desierto y cuyo único edificio de importancia en las cercanías era el Hôtel des Invalides.
A partir de 1728, contrató al arquitecto Jean Aubert para la construcción de un gran hotel acorde con su nueva posición social, cuyos planos fueron elaborados por el arquitecto Jacques V Gabriel .
En 1731, el pintor François Lemoyne intervino para crear los 8 paneles pintados en camaïeu del gabinete ovalado que representaban los juegos de los niños, así como dos sobrepuertas que representaban las aventuras de Ulises, "La llegada de Ulises y Télémaque y " Las obras de Penélope".
Habiendo hecho muy poco uso de su hotel, el marqués murió allí el 20 de noviembre de 1732, dejando la propiedad sin terminar a su esposa y sus tres hijos.

### El hotel de Maine

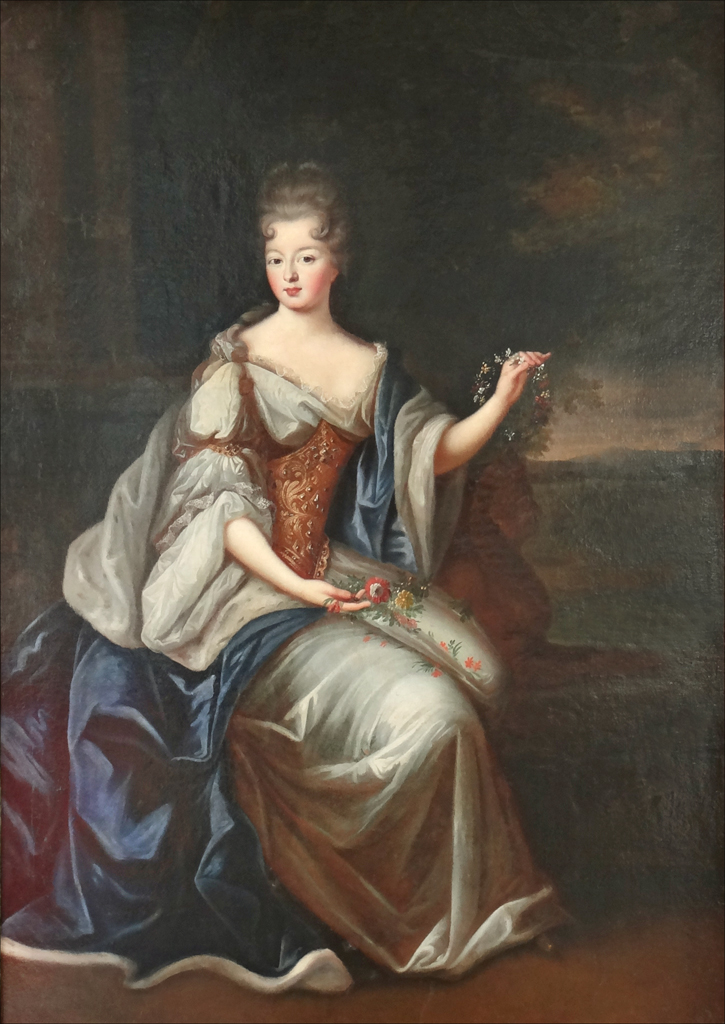
La duquesa de Maine.

Anne-Marie Josèphe de Fargès de Polisy, viuda del marqués, alquiló el hotel a Louise-Bénédicte de Bourbon, duquesa de Maine, el 11 de agosto de 1736.
Tras la muerte de su marido, la duquesa ya no puede asumir la gestión de todas sus propiedades y se ve obligada a separarse de su castillo de Montrond, que deja a los habitantes del pueblo, pero también a vender su castillo de Clagny, que luego hizo que su hijo Louis-Auguste lo renovara a un gran costo. Por ejecución testamentaria de su difunto marido, también se vio obligada a abandonar el Hôtel du Maine, ubicado en la rue de Bourbon, también en beneficio de su hijo.
Es por ello que alquila el hotel, del que se realizan las obras de estructura y acondicionamiento de la planta baja. Completó las obras de decoración del resto del edificio y no tomó posesión oficialmente del mismo hasta el 10 de enero de 1737. También encargó el Petit Hôtel, situado en el mismo solar, al año siguiente.
Durante casi quince años, la duquesa organizó muchas fiestas allí y celebró su corte junto con su Château de Sceaux.
Murió en el hotel el 23 de enero de 1753.

### Hôtel de Biron

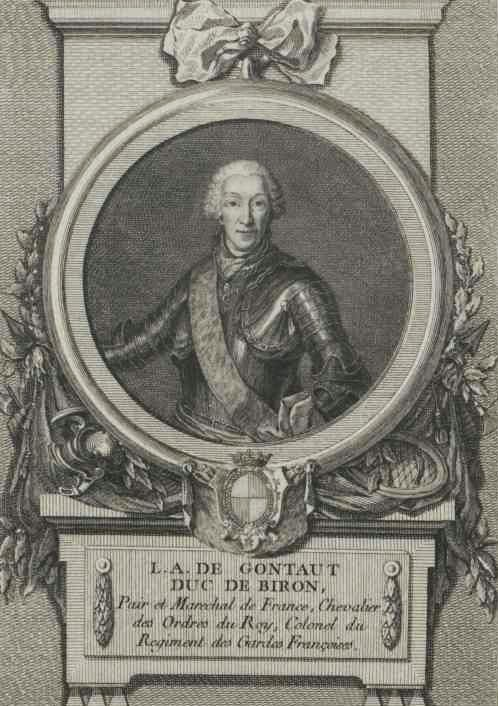
El duque de Biron.

La propiedad, que pasó mientras tanto, por herencia, a François-Marie Peyrenc de Moras, tras la muerte de su madre en 1738, fue inmediatamente puesta a la venta y rápidamente adquirida, la7 mai 17537 de mayo de 1753 , por el mariscal Louis-Antoine de Gontaut, e duque de Biron, por la suma de 450.000 libras, en parte pagadas en louis d'or.
A partir de 1760, adquirió del arquitecto Alexandre-Théodore Brongniart un terreno a lo largo de la actual rue de Babylone, con el fin de ampliar los jardines del hotel, cuyo paisajismo llevó a cabo allí, por el paisajista Dominique -Madeleine Moisy y empresario Gabriel-Joseph Ronsin. En 1781 se ejecutó un jardín anglo-chino con enrejado, arboledas y pabellón chino.
El duque murió 19 de octubre de 1788, sin posteridad, y por testamento, redactado el 31 de enero de 1788, hizo de su hermano, Charles-Antoine de Gontaut-Biron, su legatario universal. Sin embargo, la propiedad del hotel recayó en su esposa, Françoise Pauline de La Rochefoucauld, marquesa de Severac, con quien se había casado el 29 de febrero de 1740.
En 1789 estalló la Revolución y la Duquesa siguió residiendo en el hotel, siendo guillotinada el 27 de junio de 1794. El hotel pasó luego a su sobrino, Armand-Joseph de Béthune-Sully, quinto duque, quien también fuepropietario del Hôtel de Charost.
A partir de 1797, este último alquiló el hotel a un pequeño grupo de empresarios y artistas que organizaban bailes y espectáculos allí. El duque, que se convirtió en alcalde del distrito 10 de París en 1799, murió de viruela el 27 de octubre de 1800.
Su viuda, Henriette-Adélaïde-Josèphe du Bouchet de Sourches de Tourzel, alquiló el hotel al cardenal Giovanni Battista Caprara, nuncio del Papa Pío VII, de 1806 a 1808, luego a la embajada rusa hasta 1811. A partir de ahí, el hotel cayó en desuso y, por falta de mantenimiento, comenzó a deteriorarse.
En 1820, la duquesa de Charost ya no tuvo la opción de deshacerse de esta propiedad engorrosa que se había convertido en un verdadero pozo de dinero. ella se da por vencida el 5 de septiembre de 1820, por 365.000 francos, a Madeleine-Sophie Barat, fundadora de la Sociedad del Sagrado Corazón de Jesús, que tenía el ojo puesto en el edificio desde 1817, pero que en ese momento le resultaba demasiado caro. Esta sociedad se dedica a la educación de muchachas jóvenes de la aristocracia y la clase media alta.

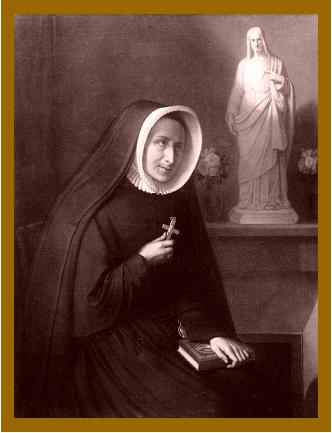
Madeleine-Sophie Barat.

Demasiado ricamente decoradas para su gusto, las monjas hicieron retirar la mayor parte de las pinturas decorativas insertadas en las carpinterías de las salas ceremoniales, símbolos de las vanidades del siglo, así como la barandilla de la escalera principal, que se guardaron en las dependencias. del hotel. El antiguo jardín anglo-chino se transformó luego en un prado inglés, con caminos sinuosos.
De 1830 a 1835, en parte de este prado, varios edificios, incluido un internado, fueron construidos por el arquitecto François-Hippolyte Destailleur, luego, en 1876, fue el arquitecto Juste Lisch quien ejecutó una capilla de estilo neogótico en el esquina de rue de Varenne y boulevard des Invalides, en lugar de las antiguas caballerizas del hotel.
En 1882, una de las alumnas era la hija del escultor Cyprian Godebski, Misia (1872-1950), casada sucesivamente con Natanson y luego con Sert, quien fue entonces modelo de grandes pintores y figura muy famosa en el mundo artístico y literario, apodado "la reina de París".
En 1905, en aplicación de la ley de separación de Iglesia y Estado, el hotel fue confiscado por el Estado. Totalmente evacuado en 1907, cayó en desuso.
En 1909, el Sr. Ménage, síndico, emprendió un proyecto de subdivisión que comprendía 45 solares edificables, lo que llevaría a la desaparición total de la vasta tierra. Calificado como de emergencia a petición del Estado, el complejo finalmente se dividió en dos lotes principales, el hotel, sus dependencias y su jardín a la francesa y el antiguo internado y sus dependencias.
A partir de 1912, el antiguo internado fue inmediatamente ocupado por Educación Nacional, que instaló allí lo que hoy es el Lycée Victor-Duruy.
Tan pronto como las hermanas fueron expulsadas en 1905, el Estado alquiló el hotel y sus dependencias divididas en pequeños apartamentos a numerosos artistas, incluidos Jean Cocteau, Henri Matisse, el actor Édouard de Max, la escuela de danza de Isadora Duncan y el escultor Auguste Rodin ., quien se instaló allí a partir de 1908, por consejo de su amigo y secretario Rainer Maria Rilke .

Había alquilado, por una suma mínima, un ala de ese hotel en Biron donde vivía Rodin, rue de Varenne. Cinco puertas vidriadas daban al parque mágico, en el corazón de París, abandonado por las monjas cuando la Iglesia y el Estado se separaron. Por la noche, en la ventana de la esquina del hotel, vi encenderse una lámpara. Esta lámpara perteneció a Rainer Maria Rilke. Era el secretario de Rodin. De él no iba a saber más que esta lámpara que debería haberme servido de faro. Pero, por desgracia, fue mucho después de que supe quién era Rilke, y Rilke tardó muchos años más en conocer mi obra "Orfeo", representada en Berlín por Reinhardt, y que envió a Madame Klossowska este conmovedor mensaje: "Dile a Jean Cocteau que lo amo, es el único al que se le abre el mito del que vuelve bronceado como de la playa". Cuando Rilke murió, estaba comenzando a emprender la traducción de Orfeo. Imagínense la suerte que tuve y lo que significó esta pérdida para mí.

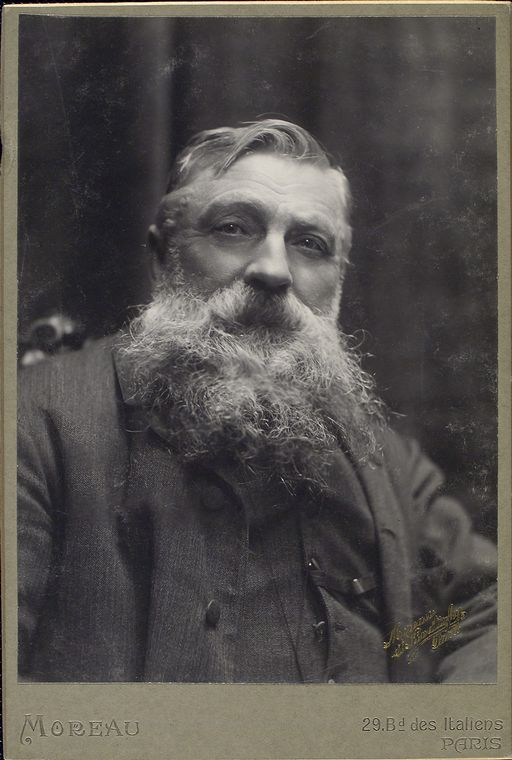
Augusto Rodín.

En su diario, el padre Arthur Mugnier, vicario de Sainte-Clotilde, relata una visita realizada durante la guerra.

Visitó ayer con Cocteau, su madre y la princesa Lucien Murat, los jardines del antiguo Sacré-Coeur en la rue de Varenne. El Hôtel Biron, despejado, forma un todo, con sus dos frontones, uno de los cuales da a los jardines, con una escultura que representa la coronación de Flore. Todo crece libremente, los tilos tienden, bajo el verdor joven, ramas negras, las empujan hacia delante como candelabros. Los manzanos están en flor, todos en flores blancas […]. Este bosque, estos callejones cubiertos de maleza, es Paradis-Paradou. Los pájaros cantan. ¿Echa de menos todo este entramado las damas y sus huéspedes heráldicos? ¡Cuántas conversiones debieron de florecer en estos lugares! Cocteau vivió aquí e Isadora Duncan tenía un taller allí y especialmente Rodin que está en proceso de esculpir al nuevo papa. Nada melancólico como estas casas por donde pasó la juventud y no volverá. La República tomó esta gran propiedad, como tomó la archidiócesis, como tomó tantas cosas.

Mientras se encontraba en un estado de abandono total, por lo tanto, la falta de calefacción y de instalaciones sanitarias, el Estado decidió poner la finca en venta durante el verano de 1909, pero Rodin logró frenar esta última y continuó residiendo allí con su amante de la duquesa de Choiseul, que entonces se ocupaba de su correspondencia en inglés, y recibía a periodistas, marchantes y coleccionistas en las salas de la planta baja.
En octubre de 1911, el Estado finalmente decidió quedarse con el hotel para uso propio, y luego pidió a todos los inquilinos, incluido Rodin, que lo desalojen el local.
En julio de 1912, finalmente solo Rodin fue autorizado a alojarse, que luego alquiló en su totalidad. Al mismo tiempo, el Estado está llevando a cabo importantes reformas que, lamentablemente, no todas serán beneficiosas para el edificio. En ese momento, gran parte de las dependencias fueron arrasadas y sólo se conservó la capilla, así como el pabellón de entrada derecho. También se derriban las alas laterales a ambos lados del patio principal, que hoy no existen.
A partir de 1909, Rodin deseaba legar todas sus obras al Estado, con la condición de que éste transformara el hotel en museo. Luego fue apoyado, entre otros, por Claude Monet, Octave Mirbeau, Raymond Poincaré, Georges Clemenceau, Étienne Clémentel. Tras una votación del Parlamento, sus donaciones se hacen oficiales el 24 de diciembre de 1916; luego incluyen sus colecciones, fotografías, archivos, esculturas, dibujos, derechos de propiedad sobre sus obras, muebles y objetos personales.
Auguste Rodin se casa con Marie-Rose Beuret, su amor de toda la vida el 29 de enero de 1917, con 77 y 73 años respectivamente. Desafortunadamente, esta último murió de neumonía solo dos semanas después de su unión. El artista, triste y debilitado, ya no trabajaba y murió en su villa de Les Brillants de Meudon, el 17 de noviembre de 1917.
Mientras tanto, durante el final de la Primera Guerra Mundial, acogió una organización benéfica que acudió en ayuda de las familias afectadas por el conflicto, fundada por Isabelle Viviani.
En 1919, luego de algunas mejoras, recibió todas las donaciones de Auguste Rodin y se transformó en el actual Museo Rodin.
En 1926 fue catalogado y al año siguiente fue completamente restaurado y vio volver a su lugar su rica decoración, guardada durante muchos años, a excepción de las ocho pinturas del salón oval que fueron puestas a la venta por las hermanas.
En 2012, el hotel, que recibía alrededor de 700.000 visitantes al año, cerró sus puertas para una gran campaña de renovación, orquestada por el arquitecto jefe de monumentos históricos Richard Duplat. En esta ocasión, se llevó a cabo la normalización del hotel, se reforzaron los suelos combados por el peso de determinadas obras e incluso se creó un color de pintura especial para el hotel, “Biron Grey” del colorista Farrow & Ball. El coste total de esta reforma asciende a 16,5 millones de euros, financiados al 49 % por estado, 12 % por la empresa Cantor y el 39 % restante por el propio museo.

## Anécdota
Una posible residencia presidencial ?

Charles de Gaulle se fût senti "chez lui" dans le triangle Invalides-École militaire-Val de Grâce, ou bien à Vincennes, où il rêva de s'installer (…). À l'hôtel de Biron, il aurait fallu y chasser Rodin, mais il jugeait « peu convenable » d'installer la République dans un bâtiment qu'elle avait volé aux dames du Sacré-Cœur.

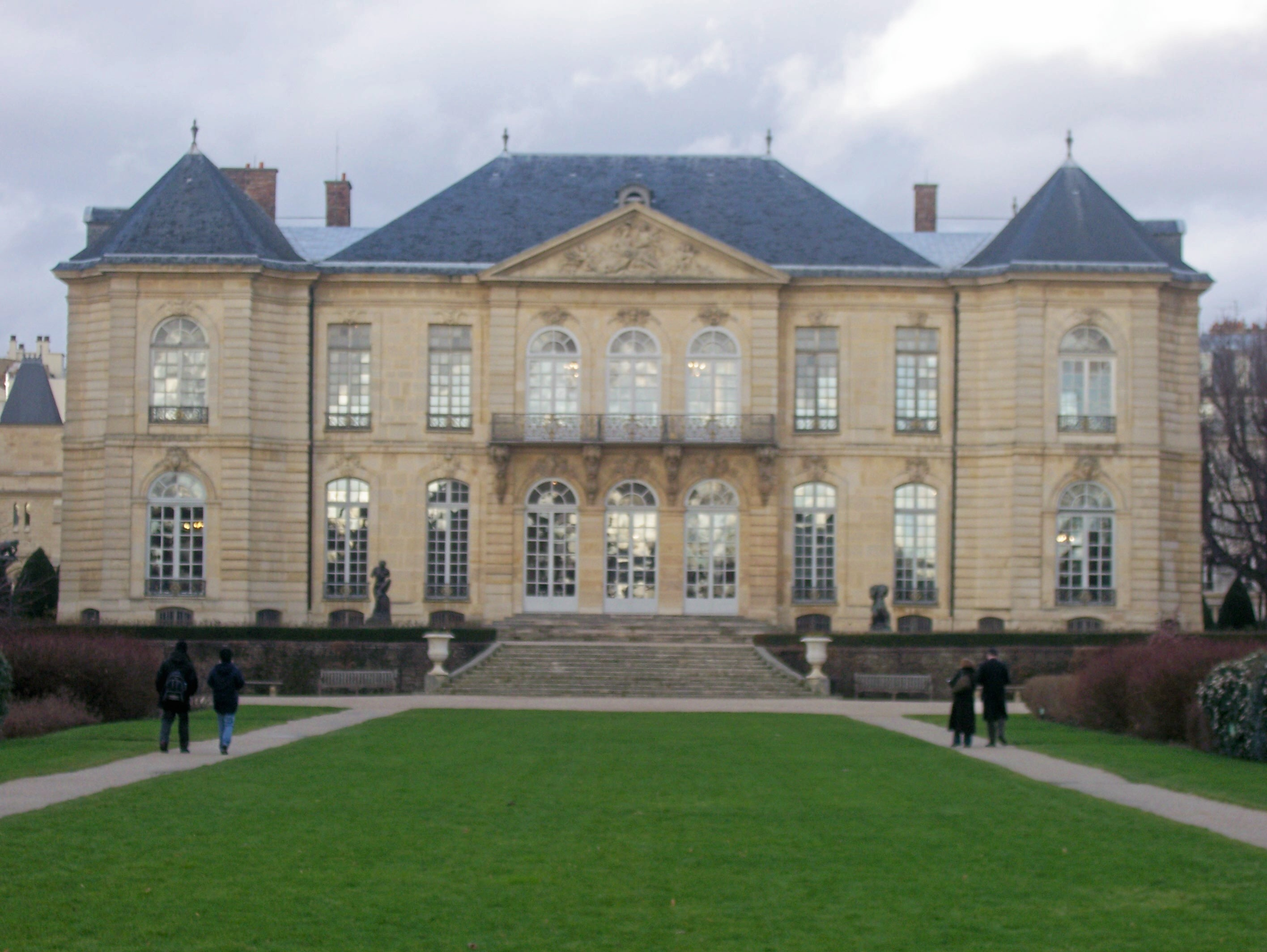
Vista del Hôtel Biron

## Protección
Está clasificado como monumento histórico por orden del12 juin 192612 de junio de 1926. El parque también está catalogado como sitio natural por orden del 6 de agosto de 1975.

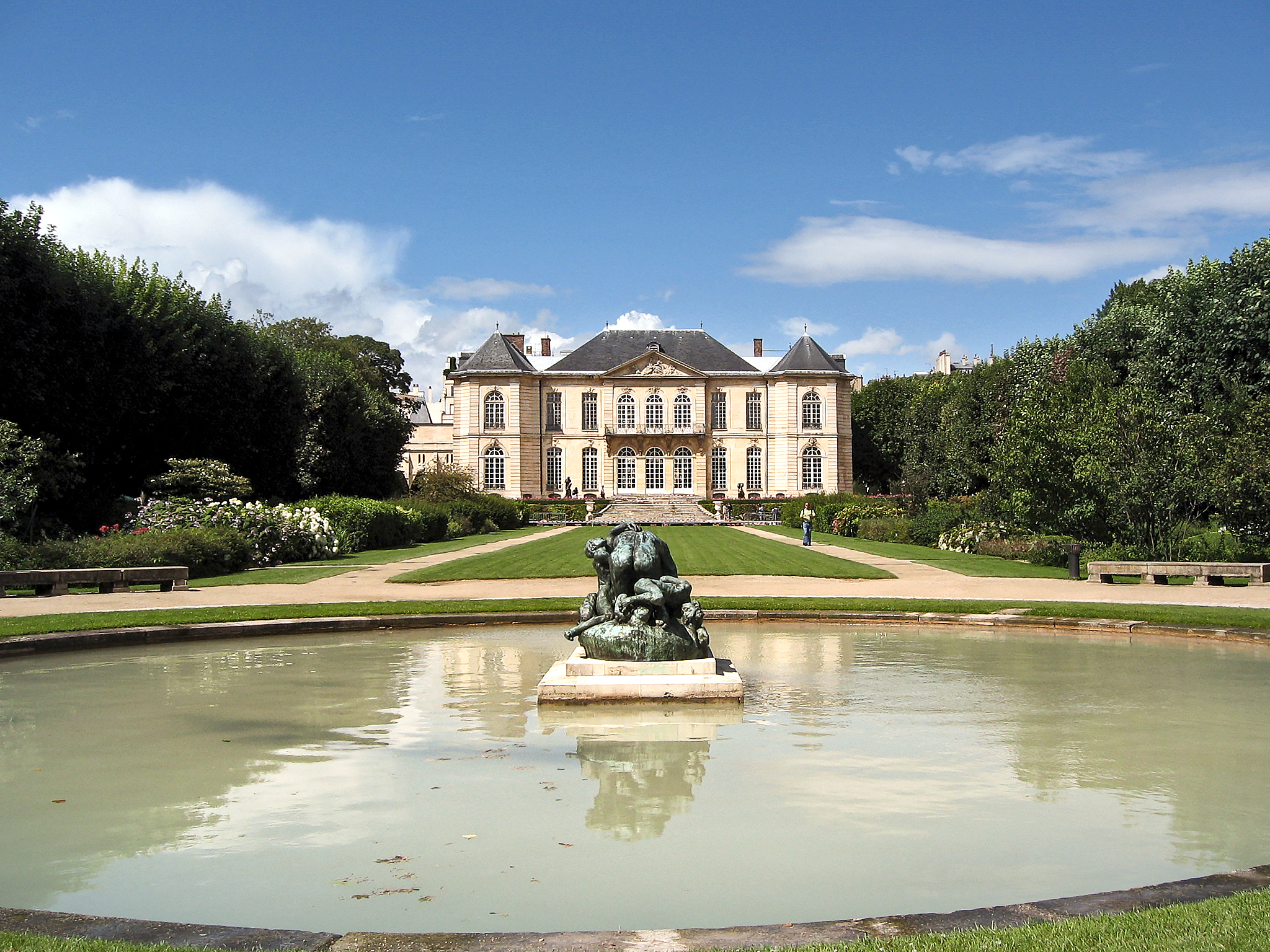
Hotel Birón.
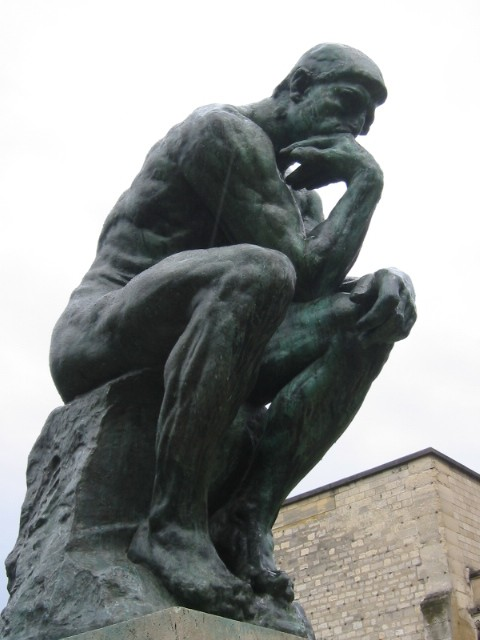
El Pensador .
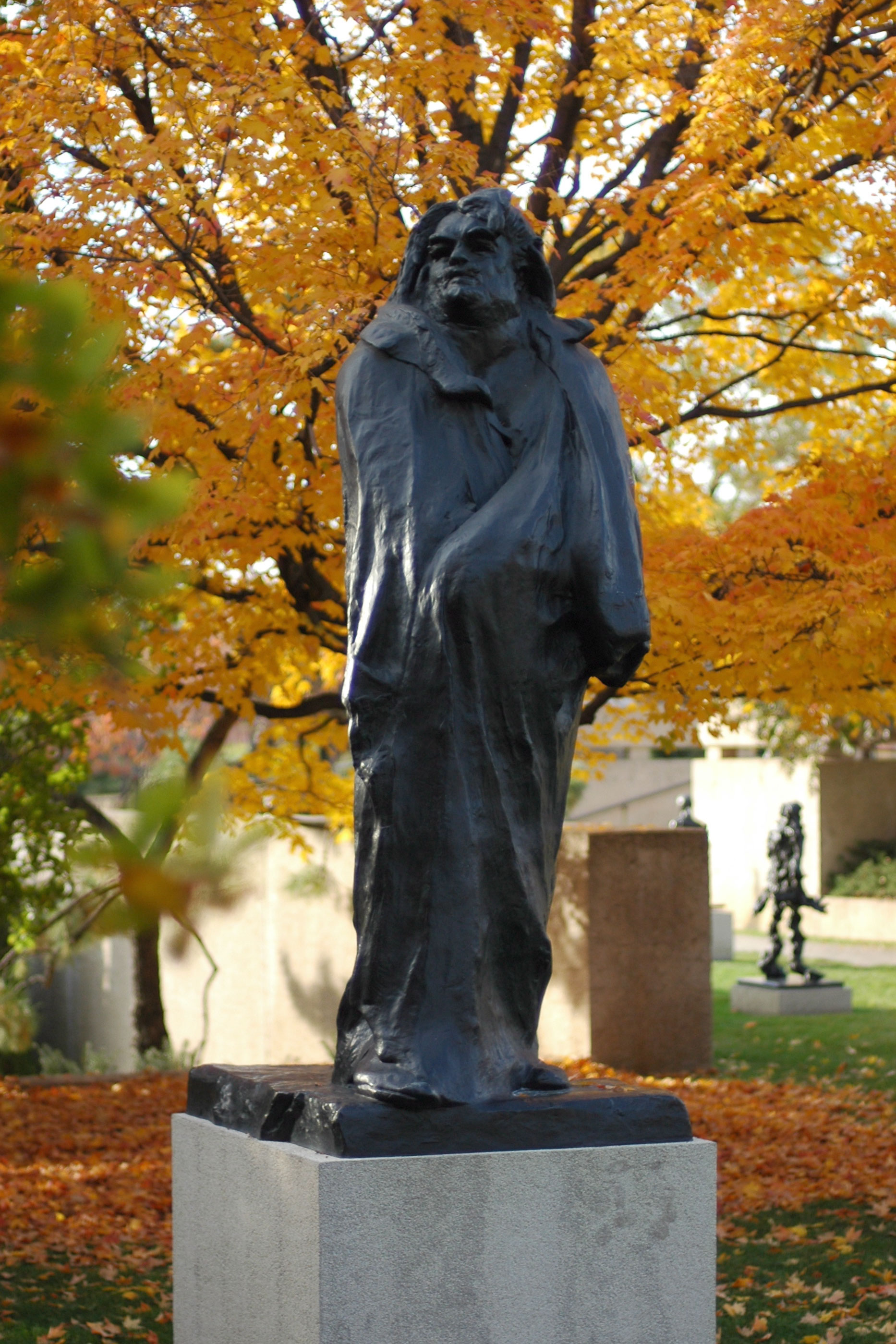
Monumento a Balzac .
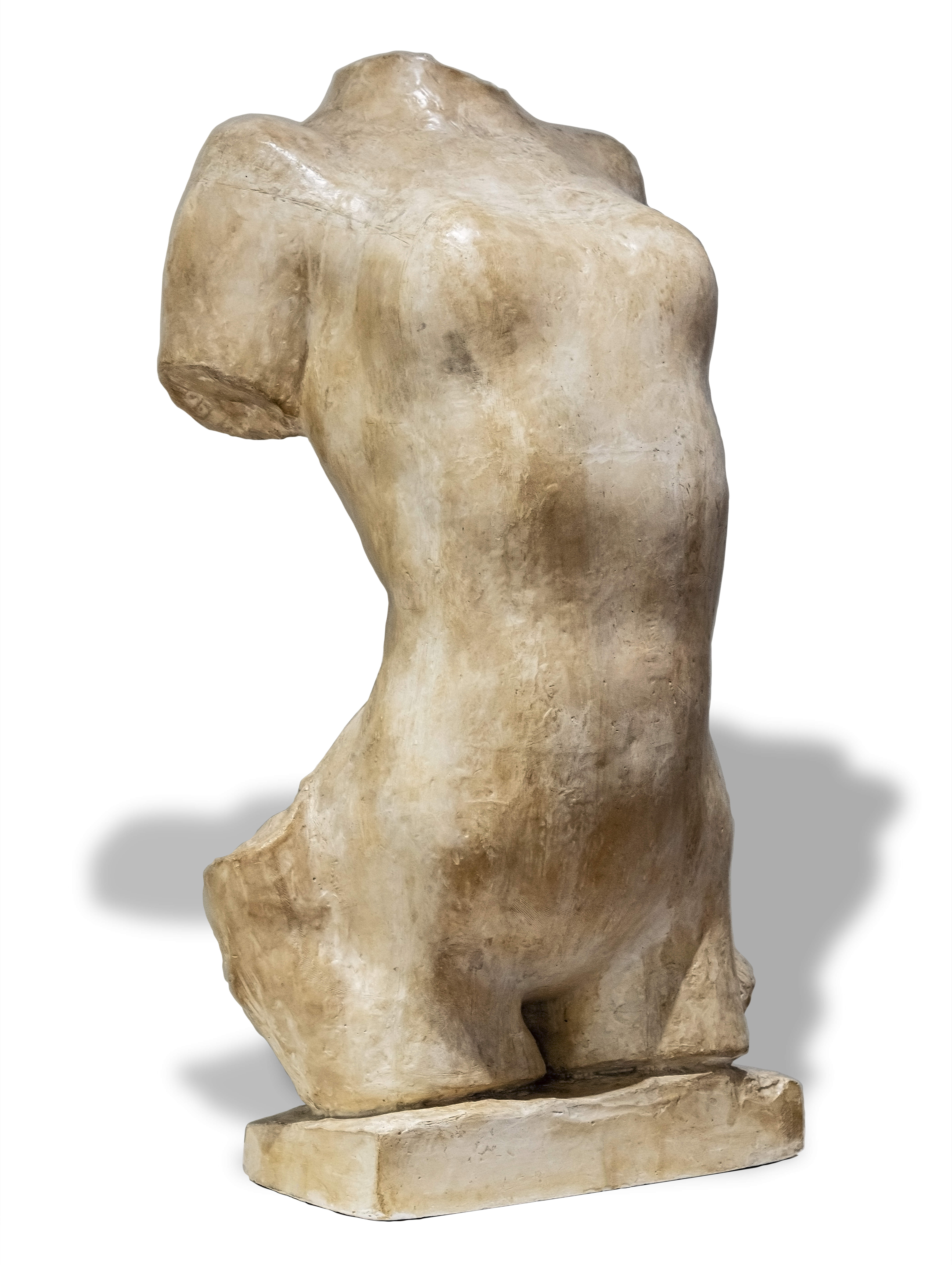
Torso de mujer joven, 1909.